# Station Dalęcino
Station Dalęcino is een spoorwegstation in de Poolse plaats Dalęcino.